# Abigaël Kima
Abigaël Kima est une militante kényane active sur le sujet du changement climatique et spécialiste de l'énergie. Elle a créé et hébergé le hali Hewa podcast, qui propose des discussions avec des militants et des experts africains sur le changement climatique; le climat est appelé Hali-Hewa en swahili. Elle est née et grandit à Iten, dans le comité d'Elgeyo-Marakwet. 
Elle s'est inscrite à l'université Kenyatta pour obtenir un diplôme en sciences de l'environnement.